# Kanton Cachan

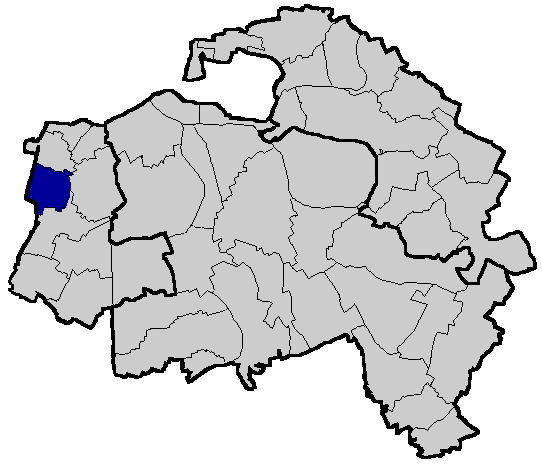
Locatie van het kanton Cachan tot 2014

Het kanton Cachan is een kanton in het Franse arrondissement L'Haÿ-les-Roses in het departement Val-de-Marne in de regio Île-de-France. Het kanton telt 52570 inwoners op een oppervlakte van 5,07 km² met een bevolkingsdichtheid van 10.369 inw/km².

## Gemeenten
Het kanton Cachan omvatte tot 2014 enkel de gemeente:
- Cachan.

Bij de herindeling van de kantons door het decreet van 17 februari 2014, met uitwerking in maart 2015, werd volgende gemeente aan het kanton toegevoegd:
- Arcueil